# Церковь в Китеэ
Лютеранская церковь в Китеэ, известная также как Каменная церковь, — высокая церковь из серого камня, построенная в центре города Китеэ (область Северная Карелия) по проекту архитектора Франса Анатолиуса Шёстрёма. Была закончена в 1886 году и освящена в 1887 году. Вследствие несчастного случая церковь сгорела изнутри в том же году и была вновь открыта только после трехлетнего ремонта в 1890 году.

## Церковь и окружающая среда
Церковь рассчитана на 1500 посадочных мест. 28-голосный орган произведен на органной фабрике Кангасала. На алтарной стене, напоминающей стену иконостаса, находится алтарная картина с изображением Святого Причастия, написанная художником Берндтом Лагерштамом в 1924 году. Она является точной копией картины Леонардо да Винчи Тайная вечеря.

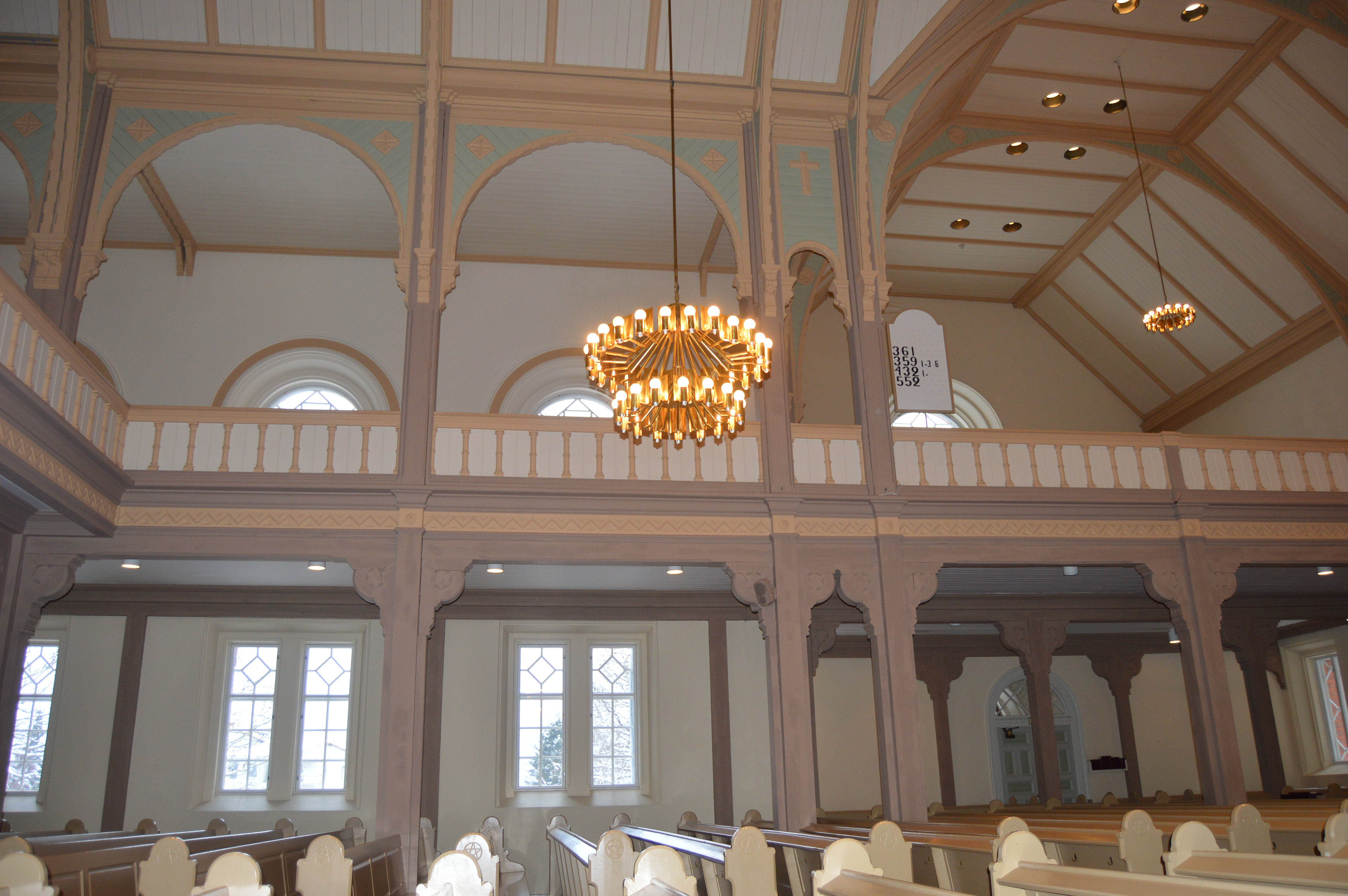
Внутреннее убранство церкви

Церковь была реконструирована в 1968 и 1991 годах. Кафедра, первоначально располагавшаяся над алтарем, была перенесена на более традиционное место в 1920-х годах. Церковь была электрифицирована в 1924 году. Внутреннее убранство церкви более или менее соответствует её оригинальному облику.
Два церковных колокола были приобретены во время восстановления церкви после пожара в конце 1880-х годов.
Церковь и близлежащие приходские постройки включены в перечень культурных объектов национального значения, определённый Музейным ведомством Финляндии.

## Строительство
Шёстрём спроектировал каменную церковь с высокой башней, где крыши, оконные и дверные проемы и другие декоративные элементы были обнесены стенами из красного кирпича. Церковь имеет поперечные сечения, которые ниже, чем каркасное помещение. Серый гранит, необходимый для строительства, был получен из Китеэ, а кирпичи также обжигались в собственном приходе. Строительство церкви было поручено торговцу землей Лаурикайнену. Строительные работы должны были быть завершены к сентябрю 1887 года, но завершились уже в конце 1886 года. Церковь была торжественно освящена в 1887 году. Церемонию освящения проводил Эверт Бринольф фон Конов, и церковь была заполнена до последнего места, так как информация о новой красивой церкви привлекла зрителей.
На исходе осени под руководством Лаурикайнена проводился ремонт жестяной крыши церкви. По-видимому, раскаленные угли, использовавшиеся для этой работы, проникли в кровельные конструкции и оттуда в другие деревянные части церкви, полностью разрушив внутреннее убранство храма. Здание не было застраховано, и после судебного разбирательства расходы по возмещению ущерба полностью были отнесены на счёт церкви. В течение следующих трех лет здание было восстановлено. Внешний подрядчик не привлекался, а ремонтом занималась строительная комиссия, часть членов которой сделали благотворительные взносы для оплаты строительных работ. Церковь была заново освящена 28 сентября 1890 года.

## Первые церкви в Китеэ
Первая церковь в Китеэ была построена в Суорлахти, как полагают, в 1640 годах. На старой карте, датируемой примерно 1650 годом, на месте нынешней церкви в деревне тоже есть церковь. Поэтому считается, что в то время в приходе было две церкви, и обе они, по-видимому, были разрушены во время русско-шведской войны 1656—1658 гг.. Строительство новой деревянной церкви было закончено в 1670 году, а колокольни церкви в 1690 году. В ходе Северной (1700—1721 гг.) и Русско-шведской войны (1741—1743 гг.) как церковь, так и колокольня сильно пострадали. Строительство следующей церкви началось в 1757 году и продолжалось четыре года. Для этой крестообразной в плане церкви, названной в честь королевы Ульрики Элеоноры, в 1819 году была возведена новая, отдельно стоящая колокольня. В 1842 году колокольня была поражена молнией, после чего она была тщательно отремонтирована и снесена только в 1897 году за ненадобностью. Церковь Ульрики Элеоноры сгорела летом 1876 года, причина её возгорания осталась неизвестной.
Церковный приход за короткое время построил временную церковь за пределами церковного двора. Строительство временной церкви было завершено в 1876 году. Временная церковь была маленькой и непрочной. В это же время началось проектирование новой церкви. Сенат больше не дал разрешения на строительство церкви из дерева, поэтому новый храм был построен из местного серого камня, который был усилен кладкой из красного кирпича. Каменная церковь была спроектирована Франсом Анаталиусом Шёстрёмом, который умер в 1885 году и не увидел готовой церкви.
| Церковь в Китеэ | Мемориальный камень | Монумент во славу погибших героев | Мемориальное кладбище возле церкви в Китеэ |